# This Train Don’t Stop There Anymore
This Train Don’t Stop There Anymore – piosenka Eltona Johna z 2001 roku. W teledysku w rolę piosenkarza wcielił się Justin Timberlake.
W utworze Elton mówi, że wchodzi w okres starzenia się, a także przyznaje się, że zdobył sławę, gdyż był niezdolny do poczucia muzyki, którą dawał fanom. piosenka jest ostatnią zamieszczoną na albumie Songs from the West Coast z 2001.